# Triumfetta angolensis
Triumfetta angolensis är en malvaväxtart som beskrevs av Thomas Archibald Sprague och Hutchinson. Triumfetta angolensis ingår i släktet triumfettor, och familjen malvaväxter. Inga underarter finns listade i Catalogue of Life.